# ビクトリア・クジャキナ
- ヴィクトーリヤ・クジャーキナ

ヴィクトリア・アレクサンドロヴナ・クジャキナ（ロシア語: Викто́рия Алекса́ндровна Кузя́кина, ラテン文字転写: Victoria A. Kuzyakina、1985年6月1日 - ）は、ロシアの女子バレーボール選手。ポジションはリベロ。ロシア代表。

## 来歴
- クラブチーム

2001年にMGFSO Moscowへ入団しバレーボール選手としてのキャリアをスタートさせる。2005年、ディナモ・モスクワに入団し6シーズン活躍した後、2011-12シーズンにOmitchka Omskへ移籍。2015/16シーズンにディナモ・カザン加入した。
- 代表チーム

2011年、ロシア代表に初選出される。正リベロを務め、同年のワールドグランプリではベストリベロ賞を受賞した。2015年、代表に復帰しワールドカップで4位となった。同年10月の欧州選手権で金メダルを獲得した。

## 球歴
- ワールドカップ - 2015年
- ワールドグランプリ - 2011年
- 欧州選手権 - 2011年、2015年

## 受賞歴
- 2011年 - ワールドグランプリ　ベストリベロ賞

## 所属クラブ
- MGFSO Moscow（2001-2004年）
- ディナモ・モスクワ（2005-2011年）
- Omitchka Omsk（2011-2015年）
- ディナモ・カザン（2015-2016年）